# 宇宙戰艦提拉米斯
《宇宙戰艦提拉米斯》（日语：宇宙戦艦ティラミス）是由宮川サトシ原作、伊藤亰繪製的日本漫畫作品，自2015年10月9日起在由新潮社營運的漫畫網站「Kurage BUNCH」上連載，2020年2月完結，單行本全10冊。故事以硬派的宇宙戰爭為背景，描述不擅長與他人相處的戰鬥用機器人駕駛員一之瀨·昴爆笑的日常生活。

## 角色

### 宇宙戰艦提拉米斯成員
一之瀨昴（聲：石川界人、桑原由氣（幼少期））
本作主角，19歲（第二季特別篇1過20歲生日）；宇宙戰艦提拉米斯上的王牌駕駛，出生於日本愛知縣豐田市。軍階少尉(第一期)→中尉(第二期)，中日龍隊球迷。提拉米斯號上最年輕的成員，不擅長與其他成員相處，大多數時間都窩在他的專屬座機「杜蘭德爾」上，外表看似高冷的帥哥，卻很容易因為一些小事而鑽牛角尖，另外本身有極度的潔癖卻很容易被一些骯髒的人事物給波及。
在劇中常將自己私人用品帶上專屬座機「杜蘭德爾」，將駕駛艙內弄成像是自己的房間，沒有出勤時甚至會利用「杜蘭德爾」的電腦來打電動。
陰毛（聲：中田讓治）
昴的陰毛，不知何時夾在杜蘭德爾地操縱桿上，因為昴長時間處在宇宙空間觸發「宇宙感覺」的緣故，能與「他」對話，跟昴一樣是中日龍隊球迷。
陰毛的太太（聲：能登麻美子）

伏爾加·漢默（聲：諏訪部順一）
提拉米斯上的中堅份子；中尉(第一期)→上尉(第二期)，座機「F‧杜蘭德爾」，右臉頰有著不知何時受傷的傷痕，個性十分豪爽的大叔，總是擔心高冷的昴被人孤立提出勸諫，但卻不知被後者感到厭惡。
莉裘·樂華（聲：遠藤綾）
提拉米斯艦上唯一女駕駛員，軍階中尉，身材凹凸有致的年輕女性，擁有巨乳屬性，駕駛艙的擺設風格十分的少女，連昴進入都會感到坐立難安。
文圖瑞·樂華（聲：土師孝也）
提拉米斯艦長，上校同時也是莉裘的父親。
本田茂子（聲：新井里美）
中尉，提拉米斯所有兵器的維修員，外觀完全就是跟星際戰艦完全成反比的普通大媽樣，會未經昴的同意私自打掃杜蘭德爾的駕駛艙或亂動他的私人用品。
帕克「PAC2-AR」（聲：桃井晴子）
昂離開提拉米斯時出現在基地的助手機器人。表面上十分笨拙，與眾人打成一片，事實上是黑心模式下的偽裝。在陷害昂時被昂反撲，意外發現性格可設定，之後被鎖死在善良模式並還昂清白。事件後頭部被留下來，擺在杜蘭德爾駕駛艙，成為協助作戰的AI。
羅密歐·阿爾法（聲：白井悠介）
昴的駕駛員後輩。軍階少尉。

### 地球聯邦本部
一之瀨宗一郎（聲：小山力也）
一之瀨兄弟的父親，地球聯邦機體設計師，個性看似嚴謹，卻被一之瀨兄弟倆發現私下喜歡逛色情網站的嗜好。
勒布朗·施皮里（聲：久川綾）
監査局局長代理。身材凹凸有致的年輕女性。巨乳。

### 梅杜斯子民
一之瀨五十鈴（聲：櫻井孝宏、石上靜香（幼少期））
梅杜斯的上校，昴的哥哥，長相美型，看似腹黑但卻很小家子氣兼幼稚，使用的錢包還是國中生在用的款式。
柯迪（聲：櫻井孝宏）
宇宙戰艦提拉米斯的通訊士，其實是五十鈴在提拉米斯上的偽裝身份，負責與任務中的昴協調，然而全艦人員並不知道柯迪存在。後來一人放倒數十艦員，把昴帶回自己基地。
昴B（聲：江口拓也）
作為昂對手而生成的人造人，人造宇宙感覺覺醒者，很執著於挑戰昴。據五十鈴所述心智年齡十分不成熟，難以接受指揮作戰，但其實很容易因為被旁人責罵而陷入挫折，有時也會在五十鈴面前耍小朋友脾氣。
邁巴赫（聲：杉田智和）
軍階中尉，身形肥滿的中年男子，衛生習慣極差而被昴所顧忌，常就長官五十鈴和昴B的幼稚行為進行吐嘈。
菲·加萊威（聲：潘惠美）
新型機種「吉姆雷特」的駕駛員。軍階少尉。「宇宙感覺」覺醒者，雖然為女性作戰風格敢卻大膽勇猛，目前代替昂B作戰。對五十鈴十分崇拜。但自從看到五十鈴吝嗇窮酸的幼稚模樣後大受打擊，心理的崇高形象破滅殆盡。根據回憶可以得知從小流浪在街頭，是五十鈴收容並提拔了她。雖然五十鈴對她沒有異性的感覺，卻也對她真心珍惜。
凱雷德·卡迪拉克（聲：池田秀一）
梅杜斯子民的最高司令，在外看似風光的獨裁者，但在妻子面前卻完全抬不起頭。
謝爾比·卡迪拉克（聲：淺野真澄）
凱雷德的妻子。

## 出版書籍
1. 2016年5月9日發售[2]、ISBN 978-4-10-771891-4
2. 2016年10月8日發售[2]、ISBN 978-4-10-771922-5
3. 2017年4月8日發售[2]、ISBN 978-4-10-771969-0
4. 2017年9月8日發售[2]、ISBN 978-4-10-772008-5
5. 2018年3月9日發售[2]、ISBN 978-4-10-772059-7
6. 2018年7月9日発売[2]、ISBN 978-4-10-772099-3
7. 2018年10月9日発売[2]、ISBN 978-4-10-772125-9
8. 2019年4月9日発売[2]、ISBN 978-4-10-772175-4
9. 2019年10月9日発売[2]、ISBN 978-4-10-772221-8
10. 2020年4月9日発売[2]、ISBN 978-4-10-772274-4

## 電視動畫
改編電視動畫由GONZO製作，於2018年4月起在東京都會電視台等多家電視台播放，每集約十分鐘（後三分鐘為分鏡稿），為短篇動畫，全13話（另有未放送3話收錄於BD/DVD）。同年10月播出第二期。旁白由大塚明夫擔任。

### 製作團隊
- 原作 - 宮川サトシ、伊藤亰[5]
- 監督 - 博史池畠[5]
- 系列構成、腳本 - 佐藤裕[5]
- 人物設計、總作畫監督 - 横山愛[5]
- 機械設計、道具設計 - 杉村友和[6]
- 美術監督 - 畠山佑貴、若松榮司[6]
- 色彩設計 - 歌川律子[6]
- 錄音 製圖、特效 - 南條楊輔[6]
- 3DCG擔當 - 白井賢一[6]
- 攝影監督 - 林コージロー[6]
- 編輯 - 廣瀬清志[6]
- 音樂 - 石毛駿平[6]
- 音樂製作人 - 澁谷知子
- 音樂制作 - 日本古倫美亞[6]
- 音響監督 - 鄉文裕貴[6]
- 音響製作 - STUDIO MAUSU（日语：STUDIO MAUSU）[6]
- 動畫製作人 - 奧山真吾
- 動畫製作 - GONZO[5]
- 製作 - 「宇宙戰艦提拉米斯」製作委員會（GONZO、JY Animation、FURYU、STUDIO MAUSU、日本古倫美亞、新潮社、TOKYO MX、Frontier Works、Exa International、NTT Plala、KeyHolder）

### 主題曲
片頭曲「Breakthrough」
作詞 - 磯谷佳江 / 作曲 - 小野貴光 / 編曲 - 玉木千尋 / 歌 - 昴·一之瀨（CV:石川界人）
片尾曲「DURANDAL」
作詞・作曲・編曲 - hisakuni / 歌 - 昴·一之瀨（CV:石川界人）

### 各話列表
| 話数  | 日文標題                                                    | 中文標題                       | 分鏡       | 演出       | 作畫監督                                                                   |
| 第1季 | 第1季                                                       | 第1季                          | 第1季      | 第1季      | 第1季                                                                      |
| ----- | ----------------------------------------------------------- | ------------------------------ | ---------- | ---------- | -------------------------------------------------------------------------- |
| #01   | FLY IN SPACE/NAKED DANCE                                    | 飛向太空/裸體舞蹈              | 博史池畠   | 博史池畠   | 鎌田均                                                                     |
| #02   | MY CUTE PUPPY/DO NOT DISTURB                                | 可愛的小狗狗/閒人勿擾          | 博史池畠   | 博史池畠   | 鎌田均                                                                     |
| #03   | BLUENESS/THE LAST VOLUME                                    | 青春的憂鬱/下卷                | 博史池畠   | 博史池畠   | 鎌田均                                                                     |
| #04   | STAND IN THE UNIVERSE/I'M NOT ALONE                         | 站在宇宙中/我並不孤單          | 北井嘉樹   | 北井嘉樹   | Kim Heekang、In Taesun Lee Boohee、Seo Soonyoung Kwon Yongsang             |
| #05   | DRIFTING WITHOUT SIDE DISHES                                | 沒有配菜的漂流記               | 麥野冰     | 北井嘉樹   | Kim Heekang、In Taesun Lee Boohee、Seo Soonyoung Kwon Yongsang             |
| #06   | HOLY NIGHT SCRAMBLE/DIM MEMORY                              | 聖夜之亂/晦澀的記憶            | 麥野冰     | 北井嘉樹   | Kim Heekang、In Taesun Lee Boohee、Seo Soonyoung Kwon Yongsang、皆川愛香利 |
| #07   | LOST MEMORY/TRAGEDY IN THE LIQUID ROOM                      | 失落的記憶/液體房間的慘劇      | 吉川志我津 | 吉川志我津 | Kim Heekang、In Taesun Lee Boohee、Seo Soonyoung Kwon Yongsang、皆川愛香利 |
| #08   | SMALL SCRATCH/HELLO MR.ROBOT                                | 小小的擦傷/你好機器人          | 吉川志我津 | 吉川志我津 | Kim Heekang、In Taesun Lee Boohee、Seo Soonyoung Kwon Yongsang、皆川愛香利 |
| #09   | RETURN OF THE ACE PILOT/A FRIEND OF MINE                    | 王牌駕駛員的歸來/我的一位朋友  | 吉川志我津 | 吉川志我津 | Anihouse Sun                                                               |
| #10   | BLACK IMPULSE/SUBARU, THE SPEED KING                        | 黑色脈衝/競速之王 昴           | 八谷賢一   | 八谷賢一   | 皆川愛香利                                                                 |
| #11   | NON-FICTION/REUNION WITH CHIBI                              | 紀實/和小不點的重逢            | 八谷賢一   | 八谷賢一   | 皆川愛香利                                                                 |
| #12   | MAN'S WORLD                                                 | 男子漢的世界                   | 八谷賢一   | 八谷賢一   | 鎌田均                                                                     |
| #13   | ATMOSPHERIC REENTRY/TO EARTH                                | 進入大氣層/去地球              | 博史池畠   | 吉川志我津 | 鎌田均                                                                     |
| ex01  | GOOD NIGHT SUBARU                                           | 晚安 昴                        | 麥野冰     | 所俊克     | Kim Heekang、In Taesun Kim Daehoon、Kwon Yongsang 皆川愛香利               |
| ex02  | SENTO                                                       | 澡堂                           | 麥野冰     | 所俊克     | Kim Heekang、In Taesun Kim Daehoon、Kwon Yongsang 皆川愛香利               |
| ex03  | 0203                                                        | 二月三日                       | 麥野冰     | 所俊克     | Kim Heekang、In Taesun Kim Daehoon、Kwon Yongsang 皆川愛香利               |
| 第2季 |                                                             |                                |            |            |                                                                            |
| #01   | COCKPIT ADDICTION / IT FALLS INTO THE CHRYSLER              | 駕駛艙依賴症/陷落克萊斯勒      | 瀨藤健嗣   | 所俊克     | 皆川愛香利                                                                 |
| #02   | REUNION / NEO UNIVERSE…                                     | 重聚/NEO宇宙…                  | 瀨藤健嗣   | 所俊克     | 皆川愛香利                                                                 |
| #03   | FREEZE! / EYES OF THE HERO                                  | 不許動!/英雄之眼               | 瀨藤健嗣   | 所俊克     | 皆川愛香利                                                                 |
| #04   | BUT THERE THERE WAS A GIMLET / AI                           | 但那裡有一杯哈姆雷特/AI        | 麥野冰     | 北井嘉樹   | 鎌田均                                                                     |
| #05   | GRIM REAPER DANCING / BROTHERS                              | 舞動之死神/兄弟                | 麥野冰     | 北井嘉樹   | 鎌田均                                                                     |
| #06   | IN NO WAY / BEYOND THE ORIGIN                               | 不可能/超越本體                | 麥野冰     | 北井嘉樹   | 鎌田均                                                                     |
| #07   | URBAN WARFARE / GOD SAID                                    | 都市作戰/神有言                | 福田道生   | 玉田博     | Kim Heekang、Seo Soonyoung In Taesun、Kwon Yongsang                        |
| #08   | DIFFERENT FUTURE / JIKAN YO TOMARE                          | 不同的未來/時間啊 倒流吧       | 福田道生   | 玉田博     | Kim Heekang、Seo Soonyoung In Taesun、Kwon Yongsang                        |
| #09   | THE NEW RECORD(S) / GHOST IN THE COCKPIT                    | 新紀錄（們）/駕駛艙裡的鬼魂    | 福田道生   | 玉田博     | Kim Heekang、Seo Soonyoung In Taesun、Kwon Yongsang                        |
| #10   | ON THE OTHER SIDE OF THE STONE MONUMENT / DICTATOR CADILLAC | 石碑的另一側/獨裁者卡迪拉克    | 麥野冰     | 八谷賢一   | Kim Heekang、Kwon Yongsang                                                 |
| #11   | DURANDAL RISER / PLUG-IN KERUKEION II                       | 杜蘭德爾·萊澤/腦插克琉凱昂II型 | 麥野冰     | 八谷賢一   | Kim Heekang、Kwon Yongsang                                                 |
| #12   | BATTLE OF THE HEKATONKHEIRES PART 1                         | 赫卡同克瑞斯之戰 上            | 博史池畠   | 八谷賢一   | 鎌田均 Kim Heekang、Kwon Yongsang                                          |
| #13   | BATTLE OF THE HEKATONKHEIRES PART II                        | 赫卡同克瑞斯之戰 下            | 博史池畠   | 八谷賢一   | 鎌田均                                                                     |

### 播放電視台
| 播放期間               | 播放時間             | 播放電視台 | 對象地域 | 備註                    |
| ---------------------- | -------------------- | ---------- | -------- | ----------------------- |
| 2018年4月3日 - 6月26日 | 星期二 1:00 - 1:10   | TOKYO MX   | 東京都   | 參與製作                |
|                        | 星期二 2:00 - 2:10   | SUN電視台  | 兵庫縣   |                         |
|                        | 星期二 2:30 - 2:40   | BS11       | 日本全域 | BS放送 / 『ANIME+』頻道 |
| 2018年4月6日 - 6月29日 | 星期五 22:35 - 22:45 | AT-X       | 日本全域 | CS放送 / 重播           |

網路上則由光TV從4月3日起，每週星期二2點獨佔先行配信。

### BD / DVD
| 卷數 | 發售日        | 收錄集數                  | 產品規格編號 | 產品規格編號 |
| 卷數 | 發售日        | 收錄集數                  | BD           | DVD          |
| ---- | ------------- | ------------------------- | ------------ | ------------ |
| 上   | 2018年6月27日 | 第1話 - 第6話、未放送2話  | OVXN-0044    | OVBA-1069    |
| 下   | 2018年7月25日 | 第7話 - 第13話、未放送1話 | OVXN-0045    | OVBA-1070    |

| TOKYO MX 星期二 1:00 - 1:10                                           | TOKYO MX 星期二 1:00 - 1:10 | TOKYO MX 星期二 1:00 - 1:10 |
| --------------------------------------------------------------------- | --------------------------- | --------------------------- |
|                                                                       | 宇宙戰艦提拉米斯            |                             |
| りゅうおうのおしごと！ 〜かんそうせん〜 ※1:00 - 1:05豆貓 ※1:05 - 1:10 | -                           |                             |

## 舞台劇
於2018年7月～8月在東京、大阪公演。
演員
- 一之瀨昴 - 校條拳太朗
- 一之瀨五十鈴 - 高本學
- 伏爾加·漢默 - 上田悠介
- 昴B - 伊藤孝太郎
- 莉裘·樂華 - 藤本かえで
- 文圖瑞·樂華 - 磯貝龍虎
- アンサンブル - 正木航平

## 外部連結
- 宇宙戰艦提拉米斯｜漫畫連載頁面
- 電視動畫『宇宙戰艦提拉米斯』官方網站（页面存档备份，存于）